# Талдінка
Талді́нка (рос. Талдинка) — село у складі Троїцького району Алтайського краю, Росія. Входить до складу Хайрюзовської сільської ради.

## Населення
Населення — 94 особи (2010; 169 у 2002).
Національний склад (станом на 2002 рік):
- росіяни — 94 %